# Dieter Wöske
Dieter Wöske (* 5. November 1934; † 2. November 1998) war ein deutscher Fußballspieler. 
Wöske absolvierte als Offensivspieler bei Rot-Weiss Essen und Fortuna Düsseldorf in der damals erstklassigen Fußball-Oberliga West von 1955 bis 1960 insgesamt 81 Ligaspiele, in denen er 23 Tore erzielte. Im DFB-Pokal des Jahres 1958 stand der Angreifer mit RW Essen im Finale, das aber mit 3:4 nach Verlängerung gegen den VfB Stuttgart verloren wurde.

## Laufbahn als Fußballer
In der Saison 1955/56 rückte Dieter Wöske in die Ligaelf von Rot-Weiss Essen. Die Rot-Weissen waren 1955 deutscher Meister geworden und gehörten dem Kreis der deutschen Spitzenvereine an. Mit August Gottschalk und Bernhard Termath hatte der amtierende deutsche Meister zwar zwei herausragende Offensivkräfte ab dem Sommer 1955 zu ersetzen, aber trotzdem war das Team aus Bergeborbeck immer noch mit Spitzenkräften bestückt. Wöske debütierte am 8. Januar 1956 bei einer 1:2-Heimniederlage gegen Borussia Dortmund in der Oberliga West. Vor 28.000 Zuschauern spielte er an der Seite von Helmut Rahn, Willi Vordenbäumen, Franz Islacker und Vitus Sauer als Mittelstürmer. Er absolvierte unter Trainer Fritz Szepan 12 Ligaspiele und RWE landete auf dem 5. Tabellenrang im Westen. In seiner zweiten Saison, 1956/57, steigerte er sich auf 17 Oberligaeinsätze und erzielte vier Tore. Als er in seiner dritten Runde, 1957/58, nur noch einmal zum Einsatz gekommen war, schloss er sich zur Saison 1958/59 dem Ligakonkurrenten Fortuna Düsseldorf an.
In seinem ersten Düsseldorfer Jahr, 1958/59, erzielte er in 27 Ligaspielen zehn Tore. Mit der Fortuna belegte er punktgleich mit Vizemeister 1. FC Köln den 3. Rang, wobei Düsseldorf mit 89 erzielten Toren die mit Abstand beste Offensive im Westen stellten. Der Angriff mit Bernhard Steffen, Franz-Josef Wolfframm, Heinz Janssen, Jupp Derwall und Wöske war sehr torgefährlich und mit das Beste, was die Oberliga West zu bieten hatte. Am 10. September 1958 setzte sich Düsseldorf auch in einem Testspiel für die Nationalmannschaft mit 2:1 gegen eine DFB-Auswahl von Bundestrainer Sepp Herberger durch. Im DFB-Pokal trat Essen am 26. Oktober 1958 bei Tasmania 1900 Berlin an und setzte sich mit 2:1 durch. Das Endspiel fand am 16. November im Kasseler Auestadion vor 28.000 Zuschauern gegen den VfB Stuttgart statt. Die Süddeutschen gewannen mit Spielführer Robert Schlienz und den zwei Nationalstürmern Rolf Geiger und Erwin Waldner mit 3:4 nach Verlängerung den Pokal.
Nach dieser sehr erfolgreichen Runde erzielte Wöske 1959/60 in 24 Ligaeinsätzen neun Tore, zur Überraschung aller stieg Fortuna Düsseldorf aber mit 26:34 Punkten in die 2. Liga West ab. Unter Trainer Fritz Pliska erzielte er 1960/61 in der Zweitklassigkeit in elf Spielen vier Tore und war damit neben Hermann Straschitz (21 Tore), Janssen (16 Tore) und Wolfframm (14 Tore) nicht unwesentlich an der sofortigen Oberliga-Rückkehr als Vizemeister der 2. Liga West beteiligt.
Nach der Oberligarückkehr schloss sich der Angreifer aber zur Runde 1961/62 dem Bonner FV in der 2. Liga West an. In zwei Runden kam er für Bonn an der Seite von Mitspielern wie Herbert Dörner, Heinz Fischer und Coşkun Taş auf 14 Zweitligaeinsätze, in denen ihm aber lediglich ein Treffer gelang. Danach verliert sich sein weiterer Werdegang.